# A Son of the Gods

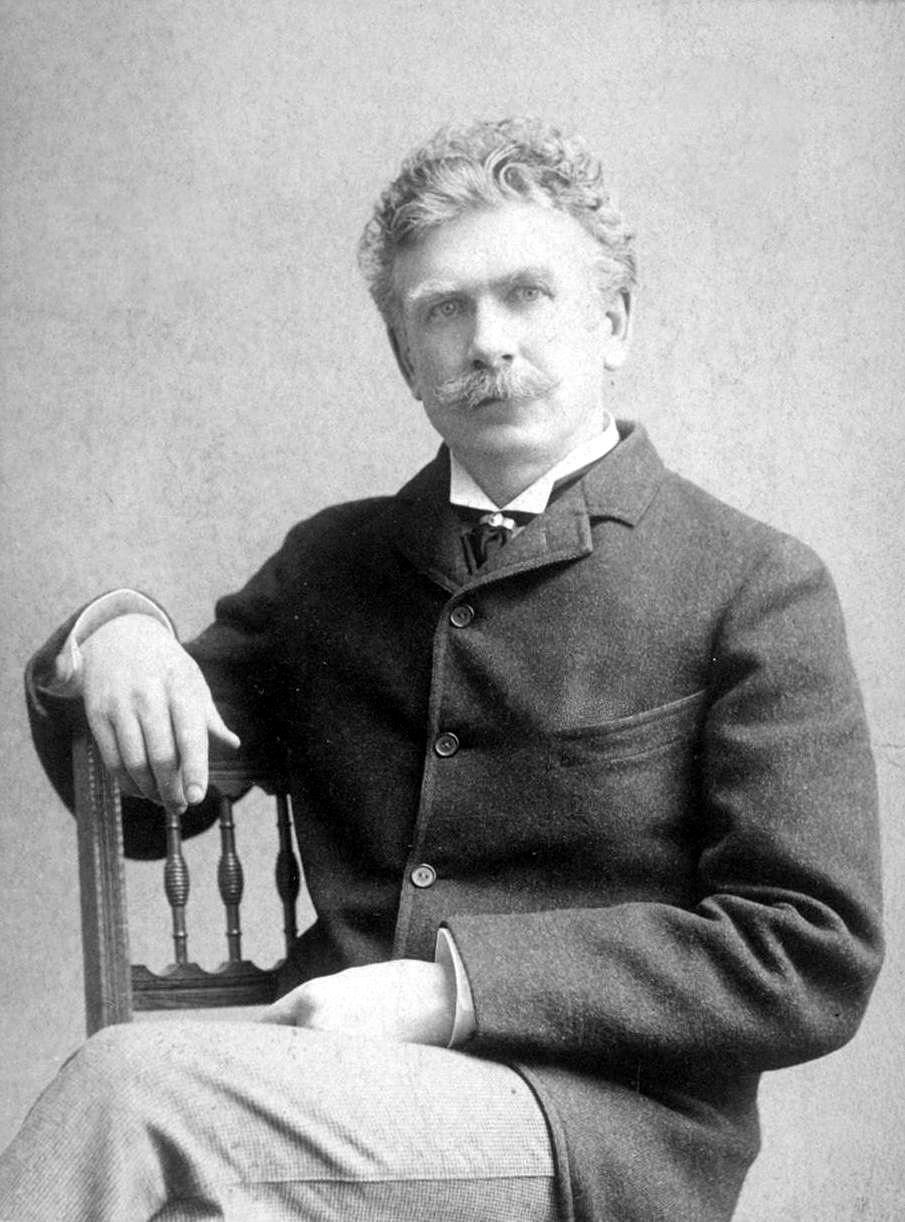
Ambrose Bierce (1892)

A Son of the Gods (Untertitel: A Study in the Present Tense, deutsch: Ein Sohn der Götter. Eine Studie im Präsens) ist der Titel einer Kurzgeschichte des amerikanischen Schriftstellers Ambrose Bierce, die 1891 in der Sammlung Tales of Soldiers and Civilians veröffentlicht wurde.
Sie gehört zur Gruppe der im Amerikanischen Bürgerkrieg spielenden Geschichten und erzählt von einem jungen Offizier der Unionsarmee, der sich während des Atlanta-Feldzuges opfert, um die Stärke und Stellung des Gegners auszukundschaften.
Das Werk ist durchgehend im Präsens gehalten und arbeitet zu Beginn mit kurzen Sätzen, die wie Regieanweisungen wirken. Mit dem selbstlosen Opfertod des Soldaten behandelt es das Motiv des Suizids, den Bierce auch in anderen Bürgerkriegserzählungen umkreiste.

## Inhalt
Vormarschierende Truppen der Unionsarmee sind durch einen Wald gekommen und blicken von dessen Rand auf einen Hügel, der etwa eine Meile vorausliegt und über den eine Steinmauer verläuft. Durchpflügt von den Spuren der abziehenden gegnerischen Infanterie, liegt offenes Land vor ihnen und bietet nicht die geringste Deckung.
Nach einem kurzen Rückblick auf die Kämpfe der vergangenen Tage beobachtet der zur Gruppe der Stabsoffiziere gehörende Ich-Erzähler, wie ein junger, vornehmer Offizier in goldfunkelnder Uniform – „eine blaugoldene Ausgabe der Kriegslyrik“ – am Rande des offenen Feldes auf einem Schimmel herangaloppiert und dem Kommandanten in respektvollem Abstand salutiert. Mit seiner roten Satteldecke würde der eitle „Narr“ eine Zielscheibe auf jedem Schlachtfeld bieten, spöttisches Lachen ertönt.
Der Vorgesetzte scheint ein Gesuch des jungen Mannes abzulehnen, worauf dieser über das Feld geradewegs dem Hügelkamm entgegenreitet. Auf ein Signal des Hornisten bleiben die vorstoßenden Plänkler augenblicklich stehen.
Stünde der Feind hinter der Mauer, wäre es „Wahnsinn, ihn frontal anzugreifen“, denn die eigenen Reihen wären dem tödlichen Artilleriefeuer und Kugelhagel ausgeliefert. Um das sinnlose Massenopfer zu verhindern, müsste man den Gegner aus dieser Stellung herausmanövrieren, indem man die Nachschublinien bedroht. Steht der Gegner aber dort oder ist er weitergezogen? Wie üblich könnte eine Schwarmlinie voraus- und so ins sichere Verderben geschickt werden, denn spätestens mit der zweiten Salve würden alle Männer beim schutzlosen Rückzug niedergestreckt – ein hoher Preis, den der „militärische Christus“ allein bezahlen will.
Seinen Mut bewundernd, beobachten die Zurückbleibenden, wie er den Hang im gelassenen Schritt hinaufreitet, ohne sich umzublicken und die Liebe. aber auch Reue derer, die ihn eben noch verlacht haben, zu sehen. Wie eine „sichtbare Segnung“ liegt die Sonne auf seinen Schulterstücken, während „zehntausend“ Augenpaare ihm folgen und die Herzen im Takt mit den unhörbaren Schritten des Pferdes schlagen. Vom Kommandanten – er ist nun ein „Reiterstandbild seiner selbst“ – über die Stabsoffiziere bis zum Gemeinen verfolgen alle das Schauspiel des Tapferen und verharren in der Position, in der sie das Bewusstsein des Geschehens wie ein Blitzstrahl traf.
Solange der Reiterº sich lediglich nach vorn bewegt, wird ein möglicher Gegner nicht feuern und sich verraten, und würde er den Kamm passieren und in Kriegsgefangenschaft geraten, bliebe die gegnerische Truppenstärke geheim.
Etwa eine Viertelmeile vor der Mauer reißt er sein Pferd herum und galoppiert parallel zur gegnerischen Linie. Offenbar hat er die Stellung des Feindes erblickt, von der er nun berichten könnte. Da dies nicht mehr möglich und sein Schicksal besiegelt scheint, muss er in den letzten Lebensminuten den Feind verlocken, möglichst viel von sich preiszugeben.
Die Schützen und Kanoniere, die man nicht sieht, deren Gedanken man aber erahnen kann, wissen, dass sie sich zurückhalten müssen, um nichts zu verraten. Zwar wäre ein gezielter Schuss möglich – „aber feuern ist ansteckend“.
Der ferne Reiter hält nicht inne und wechselt unentwegt die Richtung. Plötzlich jagt er auf die Mauer zu, reißt sein Pferd zur Seite und sprengt „den Abhang herab – zu seinen Freunden, zu seinem Tod!“
Eine Rauchwolke steigt empor, und noch bevor man die Salve hört, geht er zu Boden – springt aber erneut aufs Pferd und galoppiert den eigenen Reihen entgegen. Ein „ungeheures Hurrageschrei“ ertönt. Bald erkennt man, dass der Reiter einen anderen Hügel erreicht hat, um „eine weitere Verschwörung des Schweigens zu enthüllen“. Eine Explosion – der Schimmel bäumt sich auf und bricht tot zusammen. Doch der Sohn der Götter steht aufrecht, blickt zu seinen Kameraden und vollführt mit seinem Säbel den „Salut eines Helden vor Tod und Geschichte.“
Der Bann ist gebrochen, die Plänkler und anderen Soldaten drängen befehlswidrig auf das offene Feld, lediglich die hinteren Bataillone fügen sich der Anordnung und bleiben zurück. Der Kommandant sieht, wie die Männer zu beiden Seiten seiner Eskorte nach vorn stürmen und lässt erneut das Signal zum Rückzug blasen, das von anderen Hornisten übernommen und dem schließlich mürrisch gefolgt wird; die Verwundeten werden mitgeschleppt, die Toten aufgesammelt. Angesichts der vielen sinnlosen Opfer fragt der Erzähler, ob jener großen Seele nicht das „bittere Bewusstsein einer vergeblichen Selbstopferung“ hätte erspart bleiben können.

## Hintergrund
Kurz nach Ausbruch des Sezessionskrieges meldete sich Bierce, beeinflusst von der abolitionistischen Gesinnung seines Onkels Lucius Verus, bei einem Regiment in Indiana und wurde dort als Scout eingesetzt. Er beteiligte sich an den Vorbereitungen der Schlachten von Shiloh und Chickamauga, wurde verwundet und für seine Tapferkeit bis in den Rang eines Titularmajors befördert.
Bis zu seinem rätselhaften Verschwinden während des Mexikanischen Bürgerkrieges blieb der Krieg im Zentrum seiner schriftstellerischen und journalistischen Arbeiten.
Mit seinen Essays und Erzählungen entzog er sich bestimmten Richtungen und konnte den gängigen Kategorien nicht einfach zugeordnet werden. So distanzierte er sich von der Local Color Fiction eines Mark Twain oder Bret Harte ebenso wie vom Realismus eines William Dean Howells und war eher einem romantisierenden Literaturbegriff verhaftet. Seine Einstellung zum Krieg war ambivalent und schwankte zwischen Abscheu und Faszination.  Während das Grauen und die Absurdität des Krieges in seiner Prosa sichtbar werden, scheint er seine Extremsituation gerade zu benötigen, um das psychische Erleben des Protagonisten schildern zu können. Seine pessimistische Haltung und die grausigen Bilder der Zerstörung und des Leidens stießen die Leser der Jahrhundertwende ab und führten zu einer vergleichsweise geringen Popularität.
Während viele Interpreten in seinen Bürgerkriegserzählungen eine antimilitärische Tendenz zu erkennen meinen, weist Gisbert Haefs darauf hin, dass Bierce sich vermutlich dagegen gesträubt hätte, als Pazifist in Anspruch genommen zu werden oder eine amerikanische Version von Krieg und Frieden geschrieben zu haben. Wenn überhaupt, hätte er sich wohl gegen einseitige Abrüstung und eher für  militärische Abschreckung ausgesprochen.

## Interpretation
Eigentlich wäre es die Aufgabe der Plänkler gewesen, die Stärke und Position des Gegners auszumachen, doch rätselhafterweise übernimmt dies der junge Offizier, der mit seinem Schimmel und der roten Satteldecke die Blicke des Feindes auf sich zieht und sich offenbar als lebende Zielscheibe anbieten will.
Hätten die Kameraden den Befehl des Korpskommandanten befolgt, sich ruhig verhalten und die Deckung nicht verlassen, wären viele Leben verschont geblieben. Da sie indes vom Mahlstrom aus „Mut und Hingabe“ mitgerissen wurden, erscheint das Opfer des Helden vergebens.
Die für den Leser verblüffende Wendung war für den kalten Beobachter Bierce nur folgerichtig, der als ehemaliger Offizier der Unionsarmee mit derlei Extremsituationen vertraut war und sie in zahlreichen Erzählungen schilderte.
Für Jerôme von Gebsattel läuft das Werk von Anfang an darauf hinaus, die heroische Geste des „militärischen Christus“ auf bitter-ironische Weise als Tollkühnheit zu enthüllen, die auf eine Massenhysterie hinausläuft und so den strategischen Zweck des Unterfangens zur Sinnlosigkeit verurteilt.

### Textausgaben
- Ambrose Bierce: Die gesammelten Geschichten und des Teufels Wörterbuch. Aus dem Amerikanischen von Jan-Wellem van Diekmes, Viola Eigenberz, Gisbert Haefs und Trautchen Neetix. Hrsg. Gisbert Haefs, Zürich, Haffmans Verlag. Lizenzausgabe für Zweitausendeins, ISBN 978-3251203086, S. 45–54

### Sekundärliteratur
- Jerôme von Gebsattel: A Son of the Gods. A Study in the Present Tense. In: Kindlers Neues Literatur Lexikon. Band 2, München 1989, S. 672
- Roy Morris: Ambrose Bierce. Allein in schlechter Gesellschaft. Biographie. Zürich: Haffmans Verlag 1999, ISBN 3-251-20286-3, S. 142–143